# Ambergau

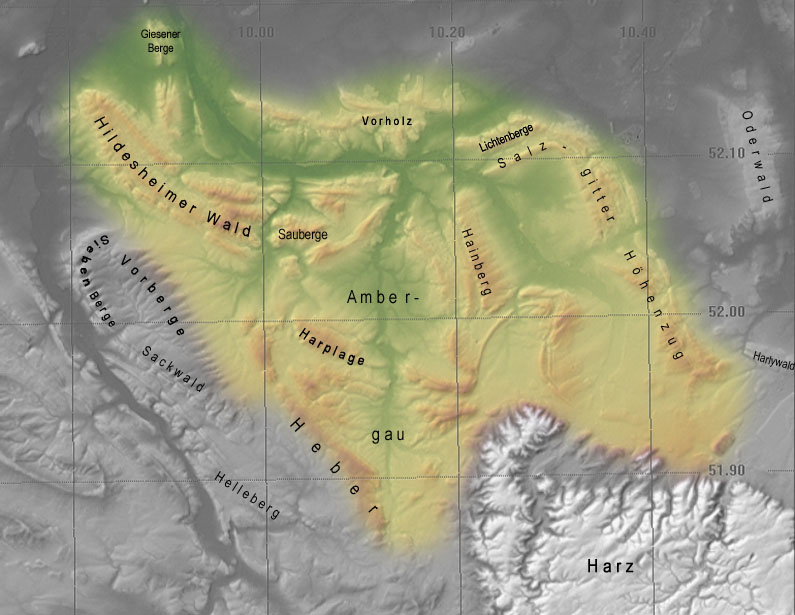
Lage des Ambergaus im Innerstebergland

Der Ambergau ist eine historische Landschaft und eine naturräumliche Einheit im Innerstebergland im südlichen Niedersachsen. In der Beckenlandschaft mit etwa 10 Kilometern Durchmesser liegen heute 18 Ortschaften (im Mittelalter 31), deren Zentrum und Hauptort seit dem 13. Jahrhundert die Stadt Bockenem ist. Das Becken mit fruchtbarem Ackerboden ist von den bewaldeten Höhenzügen des Hebers, der Harplage, des Wein- und Hainbergs umgeben. Der Gau ist eine Kulturlandschaft, die sich schon im 8. Jahrhundert bildete.

## Name
Der Name Ambergau setzt sich aus den Worten „Amber“ und „Gau“ zusammen. „Amber“ hat seinen Ursprung im indogermanischen Wortschatz und hat den Wortstamm mb(h), was so viel wie Feuchtigkeit bedeutet. Das bezog sich wahrscheinlich auf die damals bestehenden Feuchtflächen, wie die der Nette. „Gau“ ist ein Wort für den geschlossenen Siedlungsraum von Germanen. Es wurde auch der Begriff Ambergo benutzt.

## Lage und Nutzung

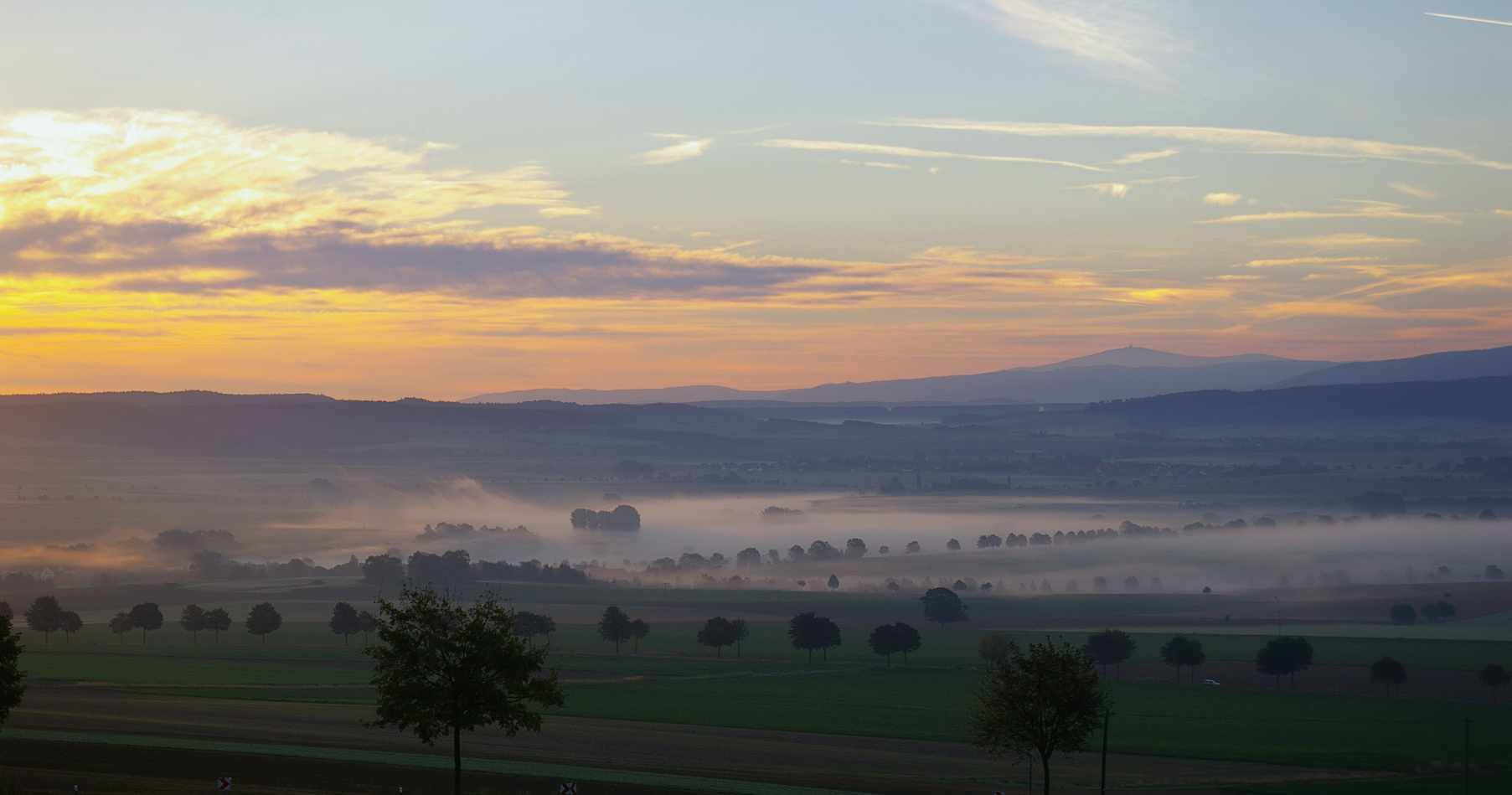
Morgennebel im Ambergau

Der Ambergau liegt zwischen dem nordwestlichen Harzrand und der Hildesheimer Börde. Die ihn umgebenden Höhenzüge sind überwiegend von Buchenwald bestanden. Das beckenartige Tal ist ein heute weitgehend waldfreies Ackerbaugebiet, das von den hier siedelnden Menschen wohl schon immer als Ackerfläche genutzt wurde. Die Landwirtschaft war bis ins 20. Jahrhundert der dominierende Wirtschaftszweig. Eine bescheidene Industrialisierung setzte 1727 in Bornum durch einen Hochofenbetrieb ein. In der Wilhelmshütte ließ der Herzog August Wilhelm (Braunschweig-Wolfenbüttel) Eisen produzieren.
Der Ambergau wird von Süden nach Norden vom Flusslauf der Nette durchquert. Die größeren Verkehrswege führen ebenfalls in Nord-Süd-Richtung durch das Gebiet. Dies sind die Güterbahn Derneburg-Bornum, die B 243 und die BAB 7.

## Unterteilung

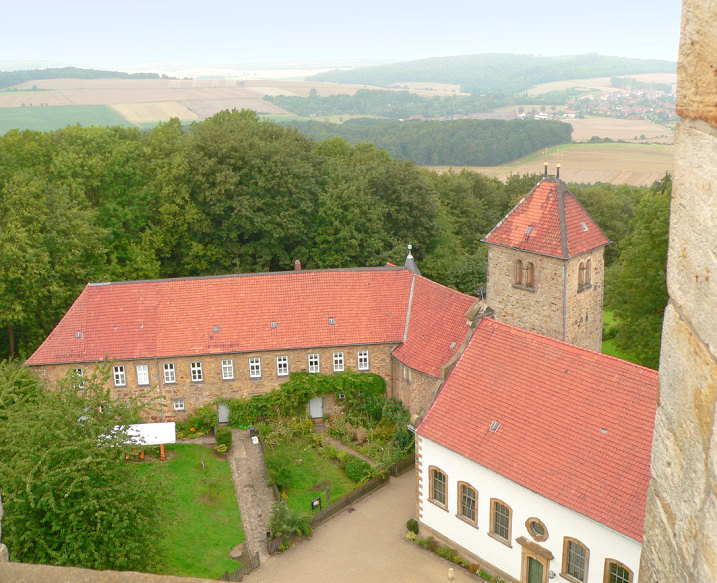
Burg Wohldenberg im Norden des Ambergaus

Als Ambergau galt in früheren Jahrhunderten ein wesentlich größeres Gebiet als das heutige. Es umfasste das gesamte Entwässerungsgebiet der Nette. Zeitweise um das Jahr 1000 zählte auch das benachbarte Lutterbecken mit Lutter am Barenberge zum Gau. Der damalige Ambergau reichte im Norden von Derneburg und Holle bis nach Seesen und Rhüden in den Süden. Daraus resultierte die Unterteilung in den Oberen Gau (bei Rhüden) für den südlichen Bereich, den Mittleren Gau (bei Bockenem) und den Unteren Gau im nördlichen Bereich im Mündungsgebiet der Nette (bei Holle) unterteilt. Im 13. Jahrhundert wurde der Ambergau geteilt zwischen dem Bistum Hildesheim und dem Teil des welfischen Herzogtums Braunschweig-Lüneburg, aus dem später das Fürstentum Braunschweig-Wolfenbüttel hervorging. Die nördlichen und westlichen Bereiche einschließlich der Stadt Bockenem waren bis 1803 Bestandteil des Hochstifts Hildesheim (mit Unterbrechung zwischen 1523 und 1643), was sich bis heute durch Zugehörigkeit zur inzwischen aufgelösten Bezirksregierung Hildesheim, ab 1978 Hannover, seit 2014 Amt für regionale Landesentwicklung Leine-Weser, auswirkt. Der östliche Teil gehörte ab 1814 zum Herzogtum Braunschweig, später dem Freistaat Braunschweig, ab 1946 zum inzwischen ebenfalls aufgelösten Regierungsbezirk Braunschweig, heute Amt für regionale Landesentwicklung Braunschweig. Diese Teilung des Gaues hatte zur Folge, dass der im Süden gelegene Ort Rhüden bis zur Kreisreform 1976 in ein Braunschweiger (Kreis Gandersheim) Kleinrhüden und ein Hildesheimer (Kreis Hildesheim-Marienburg) Großrhüden geteilt war. Heute sind der nördliche und mittlere Ambergau Teil des Landkreises Hildesheim, während der südliche Teil zum Landkreis Goslar gehört.

## Zentrum Bockenem
Bockenem bildete sich wegen seiner geografisch zentralen Lage als Mittelpunkt des Ambergaus heraus. Es wurde ein Handelsplatz. Von den Grafen von Wohldenberg aufgewertet, wurde es später auch politisches Zentrum des Gebietes. Bockenem verfügte früh über städtische Privilegien. Es hatte das Marktrecht inne und war zentraler Marktort. Das Befestigungsrecht manifestierte sich durch den Bau einer Stadtmauer und einer Landwehr, unter anderem mit fünf Warttürmen, darunter Königsturm, Hochstedter Turm und Dahlumer Turm. Gefördert wurde die militärische Befestigung dadurch, dass das Bistum Hildesheim hier seine Grenze gegen das Fürstentum Braunschweig-Wolfenbüttel absicherte. Der Ort blühte dadurch im 13. und 14. Jahrhundert auf.

## Geschichte

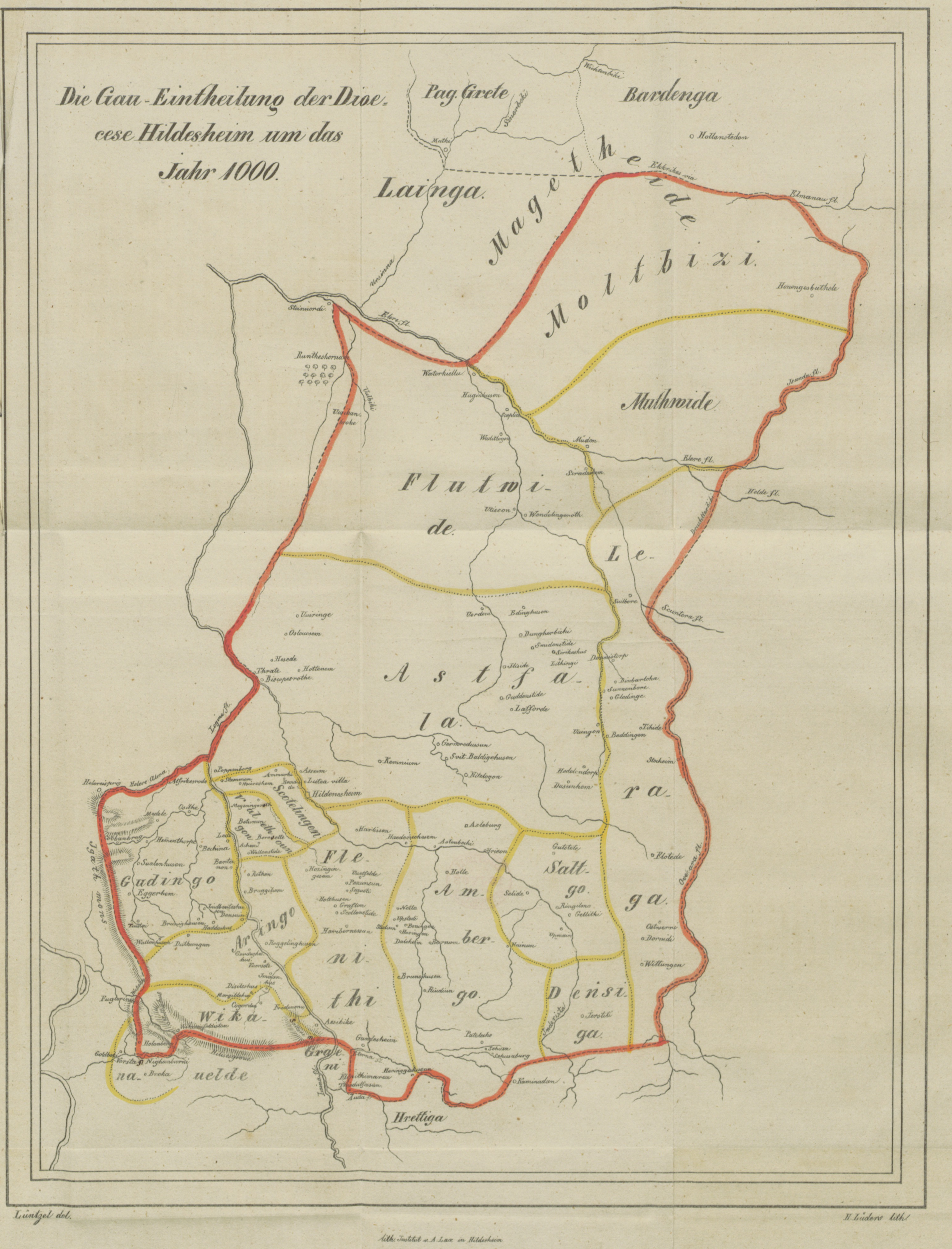
Der Ambergau (Ambergo) auf einer Karte der Gaueinteilung des Bistums Hildesheim um das Jahr 1000

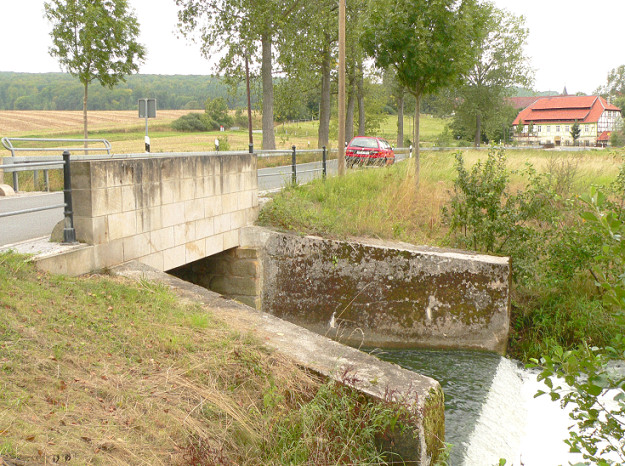
Nette bei Henneckenrode

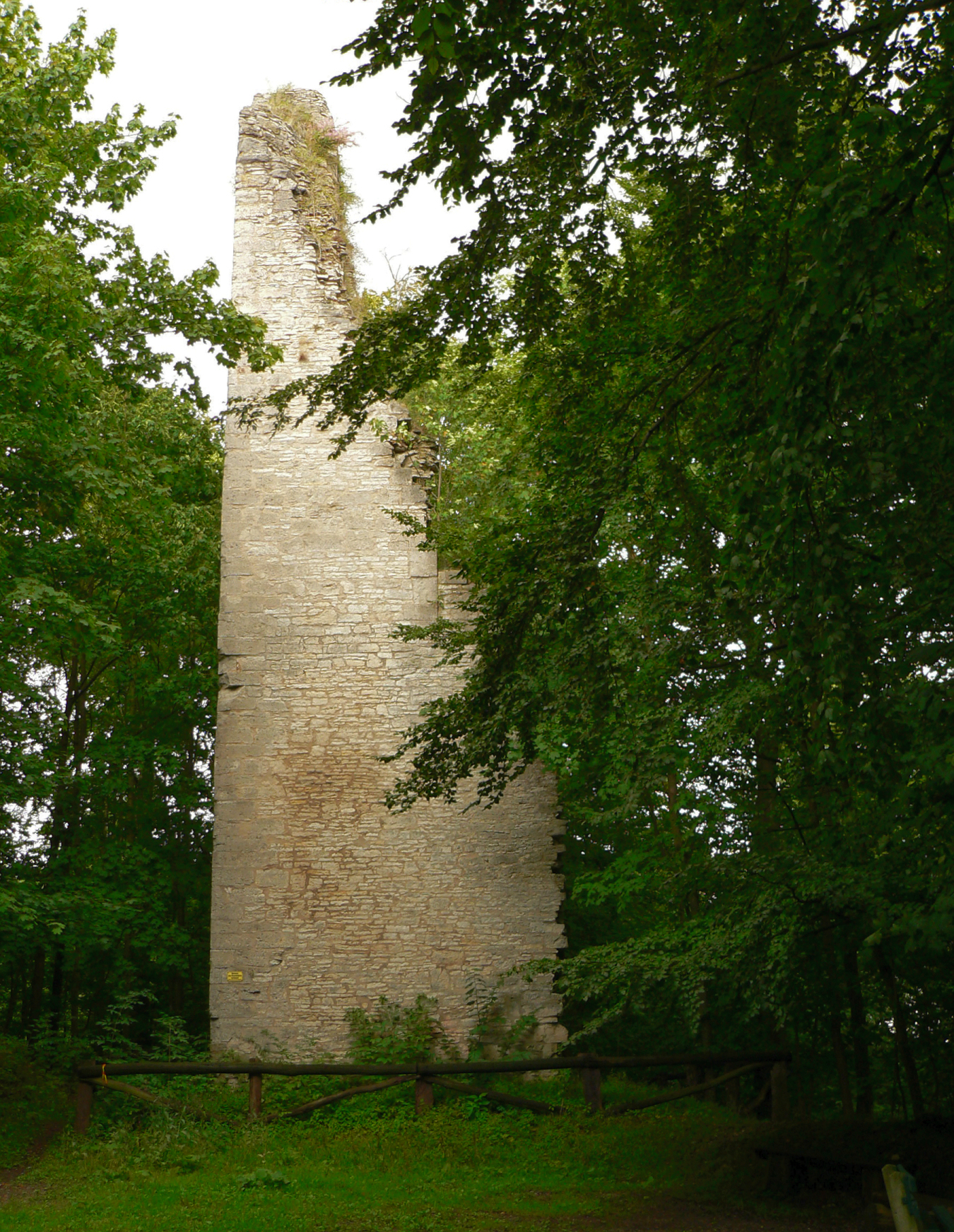
Burg Wohlenstein sicherte den Ambergau im Süden

Der Ambergau war neben den Gauen Astfala, Flenithi und Derlingau das Stammesgebiet der Cherusker.
Im Ambergau bestanden vermutlich schon im 8. Jahrhundert Gehöftgruppen, aus denen sich Dörfer entwickelten. Die Bewohner betrieben auf fruchtbaren und leicht zu bearbeitenden Ackerböden im Beckeninneren Landwirtschaft. Wie im übrigen Deutschland setzte auch hier ab dem 10. Jahrhundert ein Siedlungsausbau ein, bei dem Wälder gerodet und Kulturflächen ausgeweitet wurden. Teile der dabei gewonnenen Ackerböden gerieten in der Wüstungsperiode des 14./15. Jahrhunderts wieder unter Wald, wovon heute Wölbackersysteme in den Wäldern am Rande des Ambergaus zeugen.
Im 10. Jahrhundert bildete sich als politisches Zentrum des Gebietes die Pfalz Dahlum in Königsdahlum heraus. Sie war an den Königsweg angebunden, der den Ambergau in Ost-West-Richtung durchschnitt. Im nordwestlichen Harzvorland verband der Weg die Pfalzen Brüggen an der Leine mit Königsdahlum und der Pfalz Werla.
Im 12. Jahrhundert setzte das Hochstift Hildesheim zur Verwaltung des Ambergaus die Familie von Werder ein. Die adlige Familie residierte auf einer Wasserburg an der Nette im Dorf Werder. Erstmals urkundlich erwähnt wird ein Vertreter der Familie 1105 als Burchadus de Insula. 1292 wurde die Wasserburg bei einer Fehde zerstört und der Besitz ging an den Grafen von Wohldenberg über, der auf der im nördlichen Ambergau gelegenen Burg Wohldenberg sesshaft war. Aber der Besitz fiel bald an das Hochstift Hildesheim zurück.
Im Mittelalter sicherte südlich des Ambergaus die Burg Wohlenstein den Eintritt der Heerstraße Frankfurt am Main–Braunschweig in das Gebiet. Die Nordhälfte des Ambergaus und der Austritt der Heerstraße wurde von der Burg Wohldenberg beherrscht. Ein aus dieser Zeit erhaltener Wartturm ist der Königsturm, der an der heutigen Bundesstraße 243 zwischen Bockenem und Bornum am Harz steht. Dieser Turm als Teil der Bockenemer Landwehr hatte die Aufgabe, die Grenze zwischen dem Fürstentum Braunschweig-Wolfenbüttel und dem Bistum Hildesheim zu sichern und Zoll auf einem wichtigen Verkehrsweg zu erheben.
Die Hildesheimer Stiftsfehde brachte schwere Verwüstungen über den Ambergau. Beim Einmarsch des Welfenherzogs Erich I. von Calenberg-Göttingen 1519 fielen ihm Burg Wohlenstein und einige Dörfer zum Opfer. Er belagerte auch Bockenem mit 800 Reitern sowie 9000 Soldaten und beschoss den Ort mit Artillerie. Im Herbst 1519 marschierte Herzog Heinrich der Jüngere mit 500 Reitern in den Ambergau ein und beging Verwüstungen. Im Ergebnis der Stiftsfehde musste das Hochstift Hildesheim seinen Teil des Ambergaus an das Fürstentum Braunschweig-Wolfenbüttel und damit an die Welfen abgeben, die darin die Reformation betrieben.
Auch im Dreißigjährigen Krieg litt der Ambergau unter den Durchzügen der verschiedensten Truppen, wobei er wechselnd eingenommen wurde und auch Plünderungen ausgesetzt war. Am Ende des Krieges hatte das gesamte Gebiet nur noch eine Bevölkerung von 3500 Personen. Mit der Wiederherstellung des sogenannten Großen Stiftes 1643 wurden der nördliche und westliche Ambergau erneut Teil des Hochstifts Hildesheim, die Bevölkerung blieb aber überwiegend evangelisch. Im Jahre 1836 wurde in Bockenem die Firma J. F. Weule gegründet, die als Turmuhrenfabrik und Glockengießerei bis zu ihrem Ende 1966 Weltruf besaß.

## Orte

### Heute
Die heutigen 18 Orte des Ambergaus, alle Ortsteile der Stadt Bockenem, sind:
| - Bockenem - Bönnien - Bornum - Bültum - Groß Ilde - Hary | - Jerze - Klein Ilde - Königsdahlum - Mahlum - Nette - Ortshausen | - Schlewecke - Störy - Upstedt - Volkersheim - Werder - Wohlenhausen |

### Mittelalter
Darüber hinaus gab es während des Mittelalters 13 weitere Siedlungen im Ambergau, die während der Wüstungsperiode des 14. und 15. Jahrhunderts aufgegeben wurden und wüst gefallen sind:
| - Bakenrode - Copstedt - Dalenhausen - Hachum - Hochstedt | - Klein Schlewecke - Oledorp - Nienhagen - Pockenhausen - Steeme | - Schmachthagen - Teckenrode - Tellhausen |